# Sit de McKay
Plectrophenax hyperboreus és una espècie d'ocell de la família dels calcàrids (Calcariidae) que passa l'estiu sobre zones rocoses i estanys de la tundra d'algunes illes properes a la costa occidental d'Alaska, passant en hivern a la costa continental. Rep en diverses llengües el nom de "sit de McKay" (Anglès: McKay's Bunting. Espanyol: Escribano de McKay).